# Ida Boy-Ed

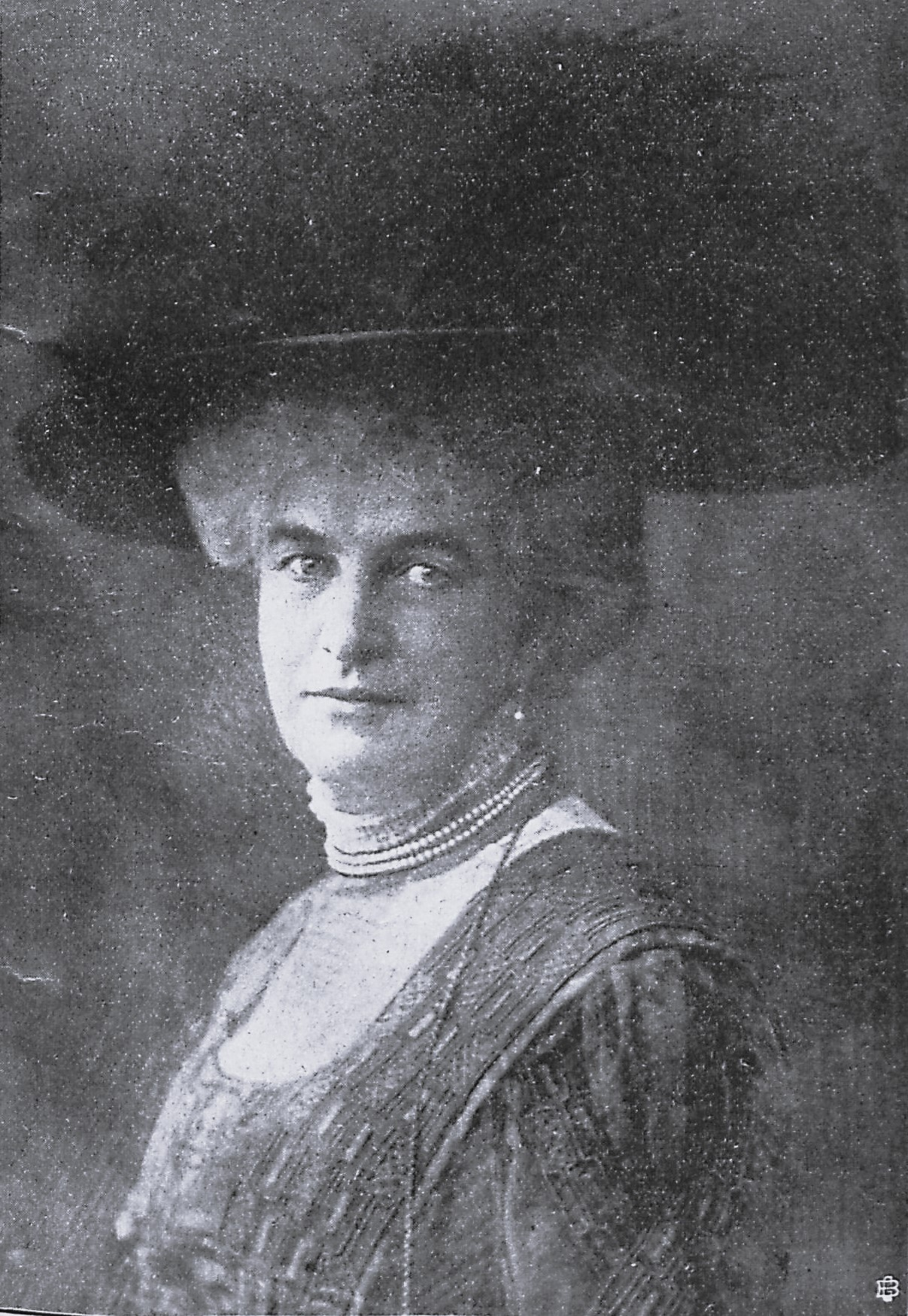
Ida Boy-Ed, 1912

Ida Boy-Ed, född 17 april 1852, död 13 maj 1928, var en tysk författare.
Bland hennes talrika romaner märks Ein Tropfen (1882), Ein Augenblick im Paradiese, Stille Helden (1915) samt studier över Charlotte von Kalb (1912) och Charlotte von Stein (1915).

## Böcker på svenska
- Blott en människa (anonym översättning, Svensk dam-tidning, 1900)
- Den sående handen: berättelse (anonym översättning, Svensk dam-tidning, 1903)
- På allfarväg (fri öfversättning af S.W. (trol. Signild Wejdling), Stockholms-Tidningen, 1904)
- Psykes lampa (översättning E. K., Björck & Börjesson, 1904)
- Annas äktenskap (översättning E. K., Björck & Börjesson, 1904)
- Valburga (anonym översättning, Svensk dam-tidning, 1906)
- Ett kvinnoöde (Svenska romanförlaget, 1908)
- Älskad för egen skull (översättning Eva Wahlenberg, Nordiska förlaget, 1915)
- En kärleksdröm (B. Wahlström, 1915)
- Brinnande hjärtan (översättning Eva Wahlenberg, Nordiska förlaget, 1915)
- Hjältar i det tysta (översättning Signild Wejdling, Chelius, 1916)
- Offerskålen (översättning G. Ringertz, Chelius, 1918)
- Livets hasard (översättning Oscar Nachman, B. Wahlström, 1920)
- Lea och Rakel (översättning Oscar Nachman, B. Wahlström, 1920)
- Två kvinnor (översättning Oscar Nachman, B. Wahlström, 1921)